# رودولف أولريش كرونلين

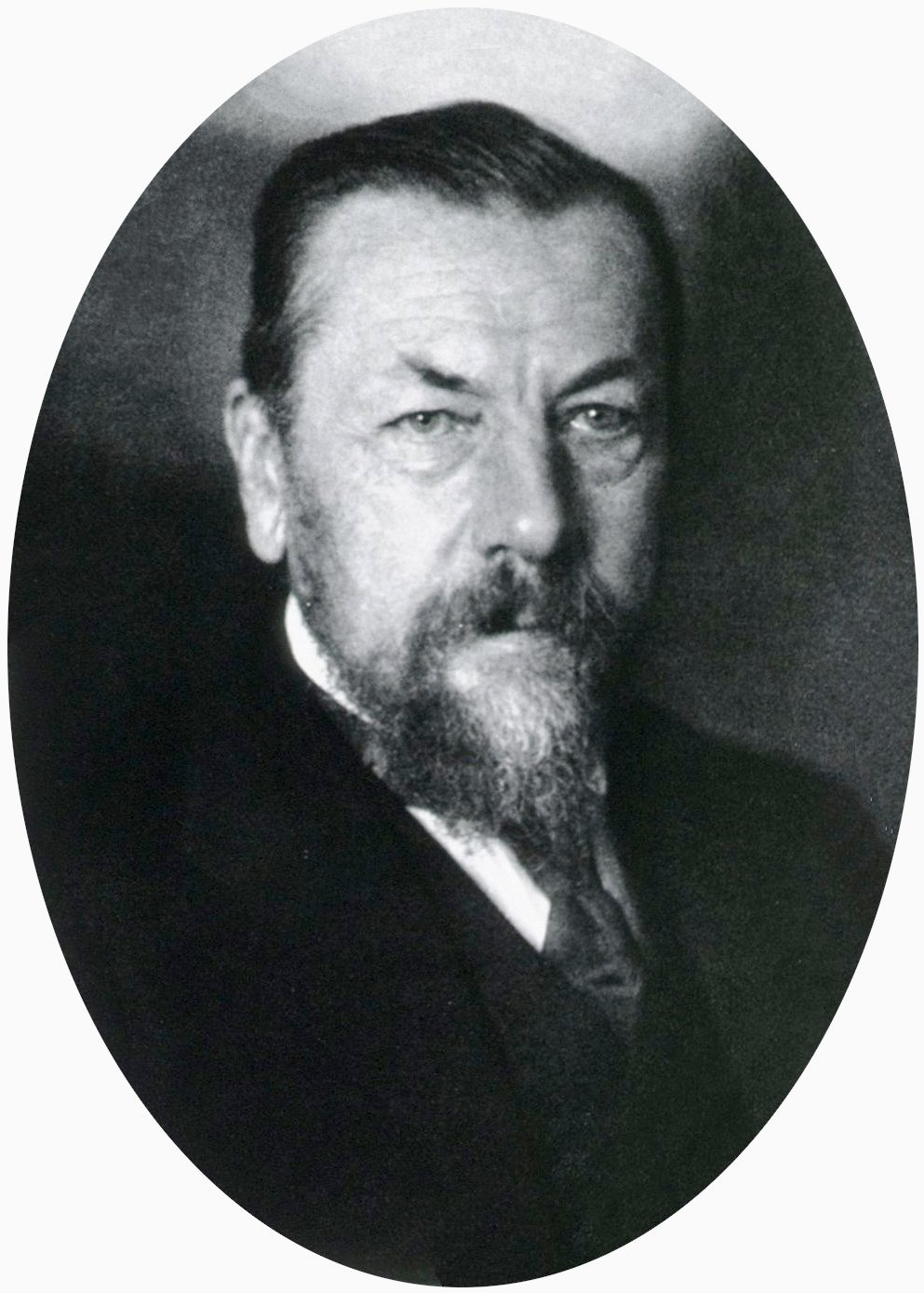
رودولف أولريش كرونلين.

رودولف أولريش كرونلين (ولد في 19 فبراير 1847 ــ وتوفي في 26 أكتوبر 1910) كان جراحاً سويسرياً وكان في الأصل من ستين أم رهين.

## المصطلحات المرتبطة به
- «فتق كرونلين»: فتق مغبني صفاقي. وهو فتق يحتوي على كيس مزدوج، جزء واحد في القناة الأربية، والجزء الآخر ساقط من الحلقة الأربية العميقة (Deep inguinal ring) في الأنسجة تحت الظهارية.[5]
- «طلقة كرونلين» هي عبارة عن جرح من طلقة سريعة للغاية في الرأس تتسبب في نزع الأحشاء من الدماغ.